# Vinterkatten
Vinterkatten är godis i form av vita katt-tassar som tillverkas av Fazer. Godisbitarna består av fruktgelé eller salmiak överdragna med socker. Det finns både stora och små katt-tassar i påsen. De små har smak av salmiak-vanilj eller salmiak-persika, medan de stora har smak av ananas, päron, blodapelsin eller hallon kombinerat med mentol.